# Alexis Soulignac
Pour les articles homonymes, voir Soulignac.
Alexis Soulignac, né le 2 mai 1895 à Béziers et mort le 13 juin 1969 à Saint-Étienne, est un athlète français, affilié au Football Club de Lyon et spécialiste du sprint. Il fut également joueur de l'équipe de football du FC Lyon et participa ainsi à la finale de la Coupe de France de football 1917-1918.
Il est à l'origine, en 1929, de la création du mensuel du FC Lyon nommé Rouge et blanc dans lequel il signe sous le pseudonyme Gnac.

## Carrière

### Athlétisme
Il est champion de France du 100 mètres en 1918. Il participe aux Jeux olympiques d'été de 1920, sur 100 et 200 mètres.

### Football
Il atteint et participe à la finale de la coupe de France 1918 avec le FC Lyon.